# Religiozitate
Religiozitatea este, în sensul său cel mai larg, un termen sociologic utilizat cu referire la numeroasele aspecte ale activității religioase ale unei populații și la intensitatea acesteia. Ea include dimensiuni experiențiale, ritualice, ideologice, intelectuale, empirice, rituale, ideologice, confesionale, doctrinare, morale și culturale. Sociologii religiei au observat că experiența, convingerile, sentimentul de apartenență și comportamentul unui individ nu sunt adesea concordante cu credințele lor religioase, deoarece există o mare diversitate în modul în care cineva poate fi religios. Există mai multe probleme în cuantificarea religiozității. Spre exemplu, variabile precum frecvența frecventării bisericii generează rezultate diferite atunci când sunt utilizate metode diferite de cuantificare.

## Măsurarea religiozității

### Inexactitatea sondajelor și identificării
Exactitatea rezultatelor oricărui sondaj în general și în special a celor cu privire la religie poate fi pusă la îndoială datorită unor numeroși factori precum:
- au existat rate de răspuns foarte scăzute la sondaje încă din anii 1990
- sondajele nu reușesc să prezică în mod constant rezultatele alegerilor guvernamentale, ceea ce înseamnă că sondajele nu surprind în general opiniile reale ale populației
- formularea subiectivă, chiar tendențioasă, a întrebărilor afectează modul în care oamenii răspund la sondaje
- sondajele clasifică oamenii pe baza alegerilor făcute
- sondajele practică adesea o generalizare
- sondajele permit alegeri limitate sau superficiale, ceea ce complică exprimarea convingerilor și practicilor religioase complexe
- oboseala intervievatorului și a respondentului este foarte frecventă

Măsurarea religiozității este îngreunată de dificultățile implicate în definirea termenilor și a variabilelor pe care le implică. Numeroase studii au analizat diferitele componente ale religiozității, majoritatea lor descoperind o anumită deosebire între credința/doctrina religioasă, practica religioasă și spiritualitate. Atunci când se măsoară religiozitatea, este important să se specifice la ce aspecte ale religiozității se face referire.
Sondajul american de identificare religioasă (ARIS) din 2008 a evidențiat o diferență între modul în care se identifică oamenii și ceea ce cred oamenii. În timp ce doar 0,7% dintre adulții americani s-au identificat ca atei, 2,3% au spus că nu există niciun zeu. Doar 0,9% s-au identificat ca agnostici, dar 10,0% au spus că nu există sau nu sunt siguri că există o modalitate de a ști dacă există un zeu. Alți 12,1% au spus că există o putere mai mare care guvernează Universul, dar că nu există un zeu personal. În total, doar 15,0% s-au identificat ca nereligioși, dar 24,4% nu au crezut în conceptul tradițional de zeu personal. Coordonatorii studiului au concluzionat că „reticența istorică a americanilor de a se autoidentifica în acest mod sau de a folosi acești termeni pare să se fi diminuat. Cu toate acestea ... nivelul de subraportare a acestor etichete teologice este încă semnificativ ... multe milioane nu aderă în mod deplin la teologia grupurilor cu care se identifică.”
Sondajele reprezentative la nivel național, cum ar fi Pew și Gallup, indică faptul că extinderea ateismului este relativ scăzută (3% -11%) în Statele Unite ale Americii; cu toate acestea, într-un studiu care a folosit tehnica de intervievare în care oamenii nu au fost nevoiți să „admită” în mod explicit că au o anumită poziție, numărul persoanelor care nu credeau într-un zeu a fost estimată indirect la 26% în general. Autorii au menționat că 26% dintre „Baby boomers” și „millennials” nu credeau în existența unui zeu.
Potrivit unui studiu Pew din 2009, doar 5% din totalul populației americane nu credea în existența unui zeu. Dintre toți cei care au declarat că nu cred într-un zeu, doar 24% s-au autoidentificat ca „atei”, în timp ce 15% s-au autoidentificat ca „agnostici”, 35% s-au autoidentificat ca „nimic special” și 24% s-au identificat cu o anumită tradiție religioasă.
Potrivit editorului șef al companiei Gallup, Frank Newport, este posibil ca datele ce reies din sondaje să nu fie în întregime reale. În opinia sa, scăderea apartenenței religioase sau scăderea credinței în Dumnezeu evidențiate în sondaje ar putea să nu reflecte de fapt o scădere reală a acestor credințe în rândul oamenilor, deoarece oamenii s-ar putea simți mai confortabil astăzi exprimând opinii care erau anterior deviante, în timp ce persoanele care nu au afiliere religioasă ar manifesta o sinceritate sporită cu privire la chestiunile spirituale în relația cu intervievatorii.

## Diversitate în convingerile, afilierile și comportamentele unei persoane
Experiența dobândită pe parcursul a mai multor decenii de cercetări antropologice, sociologice și psihologice a condus la concluzia că „congruența religioasă” (presupunerea că valorile și credințele religioase sunt strâns integrate în mintea unui individ sau că practicile și comportamentele religioase decurg direct din credințele religioase sau că credințele religioase sunt liniare cronologic și stabile în diferite contexte) este de fapt rară. Ideile religioase ale oamenilor sunt fragmentate, slab conectate și dependente de context, la fel ca în toate celelalte domenii ale culturii și vieții umane. Convingerile, afilierile și practicile religioase ale oricărui individ sunt rezultatul unui set complex de factori care au mai multe surse, inclusiv culturale. Evidențiind mai multe exemple de incongruență religioasă, sociologul american Marck Chaves a susținut următoarele: „Evreii observanți nu cred neapărat ceea ce spun în rugăciunile lor de Sabat. Preoții creștini nu cred neapărat în Dumnezeu. Iar oamenii care dansează în mod regulat pentru obținerea ploii nu o fac în sezonul uscat.”
Studiile demografice arată adesea o mare diversitate de credințe, apartenențe și practici religioase atât în cadrul populațiilor religioase, cât și al celor nereligioase. De exemplu, dintre americanii care nu sunt religioși și nu caută să urmeze o religie: 68% cred în Dumnezeu, 12% sunt atei și 17% sunt agnostici; de asemenea, în ceea ce privește autoidentificarea religiozității, 18% se consideră religioși, 37% se consideră spirituali, dar nu religioși, iar 42% nu se consideră nici spirituali și nici religioși; 21% dintre ei se roagă în fiecare zi și 24% se roagă o dată pe lună. Studiile globale privind religia arată, de asemenea, o anumită diversitate.

## Componentele religiozității
| 90%-100% 80%-89% 70%-79% 60%-69% | 50%-59% 40%-49% 30%-39% 20%-29% | 10%-19% 0%-9% Fără informații |

Rezultatele unui sondaj Gallup din 2008/2009 la care respondenții au spus în ce măsură religia era „importantă în viața lor zilnică”.

Studiile numeroase efectuate de sociologi au explorat diferitele componente ale religiozității umane (Brink, 1993; Hill & Hood, 1999). Majoritatea lor au descoperit că există dimensiuni multiple (acestea folosesc adesea analiza factorială). De exemplu, Cornwall, Albrecht, Cunningham și Pitcher (1986) au identificat șase dimensiuni ale religiozității pe baza înțelegerii că există cel puțin trei componente ale comportamentului religios: cunoașterea (percepția mentală), simțirea (efectul asupra spiritului) și acțiunea (comportamentul corpului). Pentru fiecare dintre aceste componente ale religiozității, au existat două clasificări încrucișate care au dus la cele șase dimensiuni:
- Cunoaștere
  - ortodoxie tradițională
  - ortodoxie particularistă
- Efect
  - Palpabil
  - Tangibil
- Comportament
  - comportament religios
  - participare religioasă

Alți cercetători au găsit dimensiuni diferite, care variază în general de la patru la douăsprezece componente. Studiile asupra religiozității au evidențiat că există o anumită diferență între doctrina religioasă, practica religioasă și spiritualitate.
De exemplu, se poate accepta veridicitatea Bibliei (dimensiunea credinței), dar să nu se frecventeze niciodată o biserică sau chiar să nu se adere la o religie organizată (dimensiunea practicii). Un alt exemplu este un individ care nu cunoaște doctrinele creștine ortodoxe (dimensiunea credinței), dar participă la slujbele religioase carismatice (dimensiunea practicii) pentru a-și dezvolta sentimentul de unire cu divinitatea (dimensiunea spiritualității).
O persoană ar putea respinge toate doctrinele asociate religiilor organizate (dimensiunea credinței), să nu se afilieze unei religii organizate sau să nu participe la slujbele religioase (dimensiunea practicii), dar, în același timp, să creadă puternic în existența unei puteri superioare și să simtă că relația sa cu acea putere este în cele din urmă relevantă (dimensiunea spiritualității). Acestea sunt exemple ilustrative ale celor mai largi dimensiuni ale religiozității și ar putea să nu se reflecte în măsurătorile specifice ale religiozității.
Sociologii au opinii diferite în ceea ce privește numărul exact de componente ale religiozității. Abordarea în cinci dimensiuni a lui Charles Glock (Glock, 1972: 39) a fost printre primele de acest gen din domeniul sociologiei religiei. Alți sociologi au adaptat lista lui Glock prin includerea unor componente suplimentare (vezi, de exemplu, măsurarea religiozității prin șase componente realizată de Mervin F. Verbit).

## Cercetări

### Gene și mediu
Contribuțiile genelor și mediului în gradul de religiozitate al unei populații au fost cuantificate în studiile asupra gemenilor (Bouchard și colab., 1999; Kirk și colab., 1999) și în studiile sociologice privind bunăstarea, utilitatea și reglementările legale (religiile de stat etc.).
Koenig și colab. (2005) raportează că contribuția genelor la variația religiozității (numită eritabilitate) crește de la 12% la 44%, iar contribuția mediului familial scade de la 56% la 18% între adolescență și maturitate.
Teoria economică a relației între alegerea credinței religioase și reglementările guvernamentale în materie de religie a fost teoria dominantă utilizată pentru a explica variația religiozității între societăți. Cu toate acestea, Gill și Lundsgaarde (2004) au evidențiat o corelație mult mai puternică între cheltuielile sociale ale statului și religiozitate. Vedeți diagrama „Cheltuielile pentru asistență socială vs. frecventarea bisericii” din dreapta.

### Ipoteza lumii drepte
Studiile au evidențiat că credința într-o lume dreaptă este corelată cu unele aspecte ale religiozității.

### Aversiunea față de risc
Mai multe studii au descoperit existența unei corelații pozitive între gradul de religiozitate și aversiunea față de risc.